# Hypergraphe intersectant
En théorie des graphes, un hypergraphe est dit intersectant si deux quelconques de ses arêtes se rencontrent.